# Cá mú chấm tổ ong
Cá mú/song chấm tổ ong, danh pháp: Epinephelus merra, là một loài cá biển thuộc chi Epinephelus trong họ Cá mú. Loài này được mô tả lần đầu tiên vào năm 1793.

## Từ nguyên
Từ định danh bắt nguồn từ Ikan Meer, tên tiếng Indonesia của loài cá mú này.

## Phân bố và môi trường sống
Cá mú chấm tổ ong có phân bố rộng khắp Ấn Độ Dương - Thái Bình Dương, từ Đông Phi (nhưng không mấy phổ biến) trải dài về phía đông đến quần đảo Line và Tuamotu, ngược lên phía bắc đến miền nam Nhật Bản, xa về phía nam đến Nam Phi và Úc.
Cá trưởng thành sống gần các rạn san hô, đặc biệt phổ biến ở các đầm phá nông và ám tiêu ở độ sâu khoảng 20 m trở lại, nhưng cũng có thể tìm thấy ở độ sâu đến 50 m. Cá con ẩn mình giữa các cụm san hô Acropora.

## Mô tả
Cá mú chấm tổ ong có chiều dài lớn nhất được ghi nhận là 36,5 cm. Cá có màu trắng xám, phủ đầy các đốm nâu sẫm hoặc nâu đỏ sát nhau. Các đốm ở phần bụng nhạt hơn và cách xa nhau. Một số đốm dọc thân thường nối với nhau tạo thành các dải sọc. Vây ngực dày đặc các đốm đen nhỏ, chủ yếu trên các tia vây. Các chóp gai lưng có màu trắng hoặc vàng nhạt, mỗi gai có một chấm đen nhỏ.
Số gai vây lưng: 11; Số tia vây lưng: 15–17; Số gai vây hậu môn: 3; Số tia vây hậu môn: 8; Số tia vây ngực:  16–18; Số vảy đường bên: 48–54.

## Sinh thái
Thức ăn của cá mú chấm tổ ong là các loài cá nhỏ hơn và động vật giáp xác. Dữ liệu từ đảo Réunion cho thấy cá mú chấm tổ ong là loài lưỡng tính tiền nữ (protogynous hermaphrodite). Sự chuyển đổi giới tính diễn ra ở độ tuổi 3–5 năm, ứng với chiều dài tổng trong khoảng từ 18 đến 20 cm.

## Thương mại
Cá mú chấm tổ ong là loài có giá trị trong nghề cá thủ công ở Thái Bình Dương. Đây là một trong số ít các loài cá mú được ưa chuộng vì có giá trị cao, đạt tiêu chuẩn xuất khẩu ở Việt Nam. Cá con được đánh bắt từ tự nhiên để nuôi trồng thủy sản.